# Gilmer
Gilmer és una ciutat i seu del Comtat d'Upshur (Texas) als Estats Units d'Amèrica.

## Demografia
Segons el cens dels Estats Units del 2000 tenia 4.799 habitants, 1.926 habitatges, i 1.300 famílies. La densitat de població era de 401,1 habitants per km².
Dels 1.926 habitatges en un 30,1% hi vivien nens de menys de 18 anys, en un 46,2% hi vivien parelles casades, en un 17,7% dones solteres, i en un 32,5% no eren unitats familiars. En el 29,9% dels habitatges hi vivien persones soles el 17,3% de les quals corresponia a persones de 65 anys o més que vivien soles. El nombre mitjà de persones vivint en cada habitatge era de 2,37 i el nombre mitjà de persones que vivien en cada família era de 2,93.
Per edats la població es repartia de la següent manera: un 25,3% tenia menys de 18 anys, un 7,8% entre 18 i 24, un 23,5% entre 25 i 44, un 21,6% de 45 a 60 i un 21,8% 65 anys o més.
L'edat mediana era de 40 anys. Per cada 100 dones de 18 o més anys hi havia 76,3 homes.
La renda mediana per habitatge era de 28.487 $ i la renda mediana per família de 39.688 $. Els homes tenien una renda mediana de 32.437 $ mentre que les dones 17.910 $. La renda per capita de la població era de 16.823 $. Aproximadament el 15,9% de les famílies i el 19,1% de la població estaven per davall del llindar de pobresa.

## Poblacions properes
El següent diagrama mostra les poblacions més properes.